# 1612 год в музыке
1612 год в музыке ознаменовался следующими значимыми событиями и новыми музыкальными произведениями.

## События
- Июль — Клаудио Монтеверди уволен с поста капельмейстера при дворе Мантуи новым герцогом Франческо IV Гонзагой.
- 28 октября — британский король Яков I назначает музыканта Джона Дауленда придворным лютнистом[1].

## Оперы[2]
- Михаэль Преториус (англ. Michael Praetorius) — Dances from Terpsichore — La Bouree («Танцы из Терпсихоры[англ.] — Ла Бури»);
- Йоахим ван ден Хове[англ.] (Joachim van den Hove) — Galliarde («Гальярда»);
- Орландо Гиббонс (Orlando Gibbons) — The Silver Swan («Серебряный лебедь»).

## Публикации
- Адриано Банкьери, Moderna armonia di canzoni alla francese («Современная гармония французских песен»), Op. 26 (Венеция; Риккардо Амадино[англ.]), сборник для четырёх инструментов;
- Антонио Брунелли[англ.],  Prato di sacri fiori musicali («Луг священных цветов музыки») для одного голоса и восьми голосов континуо, соч. 7 (Венеция; Джакомо Винченти);
- Зет Кальвизий, Bicinia («Бициний), книга вторая (Лейпциг; Якоб Апель), расширенное издание книги первой 1599 года;
- Антонио Чифра[англ.], «Пятая книга мотетов для двух, трёх и четырёх голосов», соч. 11 (Рим; Джованни Баттиста Роблетти);
- Уильям Коркайн[англ.], The second book of ayres, some, to sing and play to the base-violl alone: others, to be sung to the lute and base violl (Лондон; Мэтью Лоунс, Джон Браун, Томас Снодэм для Уильяма Барли);
- Джованни Кроче, Sacre cantilene («Священная кантилена») для трёх, пяти и шести голосов с четырёхголосным рипиено (Венеция; Джакомо Винченти);
- Игнацио Донати[англ.], Sacri concentus («Священный концерт») для одного, двух, трёх, четырёх и пяти голосов (Венеция; Джакомо Винченти);
- Джон Дауленд, A Pilgrimes solace («Утешение пилигримов») для трёх, четырёх и пяти голосов (Лондон; Мэтью Лоунс, Джон Браун, Томас Снодэм для Уильяма Барли);
- Джакомо Финетти[англ.], Concerti («Концерты») для четырёх голосов с органным басом (Венеция; Анджело Гардано);
- Мельхиор Франк[англ.]
  - Ein schöner Text Auß dem Ersten Capitel Syrachs, для пяти голосов (Кобург; Юстус Хаук), эпиталама;
  - Suspira musica («Музыкальный вздох») для четырёх голосов (Кобург; Юстус Хаук), сборник мотетов;
- Бартоломеус Гезиус[англ.], Gratulatio musica in lauream doctoralem Jacobi Schickfusii («Музыкальное поздравление с докторской степенью Якоба Шикфузиуса») для пяти голосов;
- Орландо Гиббонс, The First Set Of Madrigals and Motetts of 5. Parts: apt for Viols and Voyces («Первый набор мадригалов и мотетов из 5 партий, адаптированный для виол да гамба и голосов») (Лондон; Томас Снодэм для Уильяма Барли);
- Конрад Хагиус[англ.], Книга первая серии Etlicher Teutscher Geistlicher Psalmen und Gesängen («Несколько псалмов и песен немецкого духовенства») для четырёх, пяти и шести голосов (Франкфурт; Вольфганг Рихтер);
- Ханс Лео Хаслер, Sacri concentus («Священный концерт»), книга вторая (Аугсбург);
- Йоахим ван ден Хове[англ.], Delitiae musicae (Прелести музыки), сборник лютневой музыки (Утрехт; Саломон де Рой и Йоханнес Гильельмус де Ренен);
- Сиджизмондо д’Индия, Книга вторая серии («Вилланель в неаполитанском стиле») для трёх, четырёх и пяти голосов (Венеция; Анджело Гардано);
- Джованни Джироламо Капсбергер, 
  - Motetti passagiatti, книга первая, для одного голоса (Рим);
  - Arie passagiatti, книга первая, для одного голоса с теорбой (Рим);
- Клод Лежён, Livre des meslanges, книга вторая (Париж; Пьер Баллар), сборник песен, опубликован посмертно;
- Симоне Молинаро[англ.], Concerti («Концерты») для одного и двух голосов (Милан; Симон Тини и Франческо Ломаццо);
- Джованни Бернардино Нанино
  - «Третья книга мотетов» для одного, двух, трёх, четырёх и пяти голосов с органным басом (Рим; Бартоломео Дзаннетти для Христофора Маргарины);
  - «Третья книга мадригалов» для пяти голосов (Рим: Бартоломео Дзаннетти);
- Пьетро Паче, «Вторая книга мадригалов» для пяти голосов (Венеция; Джакомо Винченти);
- Бенедетто Паллавичино[англ.], «Восьмая книга мадригалов» для пяти голосов (Венеция; Риккардо Амадино), опубликована посмертно.
- Томазо Печчи, «Вторая книга мадригалов» для пяти голосов (Венеция; Анджело Гардано), опубликована посмертно.
- Питер Филипс, Cantiones Sacrae Quinis Vocibus («Священные песни в пяти голосах») (Антверпен; Пьер Фалез);
- Михаэль Преториус, Terpsichore («Терпсихора»), сборник танцев эпохи Возрождения;
- (предположительно) Parthenia («Парфения[англ.]»), сборник клавишной музыки Уильяма Бёрда, Джона Булла и Орландо Гиббонса.

## Родились
- Вольфганг Эбнер[англ.] — немецкий органист и придворный композитор (ум. 1665 г.);
- Джон Хингстон[англ.] — английский придворный композитор, органист и скрипач (ум. 1683 г.);
- Винченцо Тоцци — оперный композитор (ум. около 1679 г.)[3].

## Скончались
- 8 июня — Ханс Лео Хаслер, немецкий композитор и органист (род. в 1564 г.);
- 12 августа — Джованни Габриели, итальянский композитор и органист (род. около 1555 г.);
- Сентябрь — Джованни Барди, итальянский поэт и композитор (род. 1534 г.);
- 24 сентября — Иоганн Липпий, немецкий теоретик музыки, философ и теолог (род. 1585 г.);

- дата неизвестна — Эрколе Боттригари, итальянский гуманист, теоретик музыки, поэт и композитор (род. 1531 г.);
- дата неизвестна — Томаш Шадек, польский композитор и певец (род. 1550).